# 聖バルバラの殉教 (クラナッハ)
『聖バルバラの殉教』（せいバルバラのじゅんきょう、英: The Martyrdom of Saint Barbara
）は、ドイツ・ルネサンス期の画家ルーカス・クラナッハ (父) が1510年ごろ、菩提樹板の上に油彩で制作した絵画で、主題は聖バルバラの殉教である。画面右端の紋章は、作品がアウクスブルクの富裕な商人一家だったレム (Rem) 家のために描かれたことを示している。作品は1957年以来、ニューヨークのメトロポリタン美術館に所蔵されている。

## 作品
作品に描かれている聖バルバラはギリシアの王女であったが、紀元後306年ごろに今日のトルコのニコメディアで死んだ。彼女は、自身の父親ディオスコルス (Dioscorus) により斬首されたという事実でとりわけ名高い。彼は富裕な異教徒で、求婚者たちから美しい娘のバルバラを遠ざけようとして塔に幽閉した。幽閉中に彼女がキリスト教徒になった時、ディオスコルスは激昂し、彼女を古代ローマの役人の手に委ねた。バルバラは処刑されるが、それは彼女がキリスト教の信仰を捨てることを拒否したことへの報復であった。彼女が殉教する際、数々の奇跡が起きたが、最も印象的な出来事は彼女の父親が雷に打たれ、死んだことであった。
本作は、豪華な衣服を纏ったバルバラが父親のディオスコルスの前に跪いているところを表している。ディオスコルスは、彼女を斬首するために刀を振り上げている。画面左側の4人の邪悪そうに見える人物は、異教の神を信仰するように彼女にキリスト教を放棄させようと拷問し、死刑宣告をしたローマの役人かもしれない。